# Ryan Telfer
Ryan Telfer, né le 4 mars 1994 à Mississauga au Canada, est un footballeur international trinidadien jouant au poste d'ailier au Miami FC en USL Championship.

## Biographie

### En club
Le 20 avril 2021, il rejoint l'Atlético Ottawa et fait un retour en Première ligue canadienne.
Après une saison réussie au Crew 2 de Columbus en MLS Next Pro, Telfer signe au Miami FC en USL Championship le 5 janvier 2023.

### Carrière internationale
En août 2019, le sélectionneur du Canada John Herdman mentionne Telfer comme étant un joueur qu'il surveille. Quoi qu'il en soit, il est sélectionné par Trinité-et-Tobago le 3 septembre 2019 pour la double confrontation contre la Martinique en Ligue des nations de la CONCACAF. Il honore sa première sélection trois jours plus tard à Fort-de-France (match nul 1-1). Lors du deuxième match, le 9 septembre 2019, il marque son premier but international (match nul 2-2).

## Palmarès
Toronto FC
- Vainqueur du Championnat canadien en 2018

 Crew 2 de Columbus
- Vainqueur de la MLS Next Pro en 2022
- Vainqueur de la saison régulière de MLS Next Pro en 2022